# Rajon Tschortkiw
Der Rajon Tschortkiw (ukrainisch Чортківський район/Tschortkiwskyj rajon) ist ein ukrainischer Rajon in der Oblast Ternopil mit der namensgebenden Hauptstadt Tschortkiw.

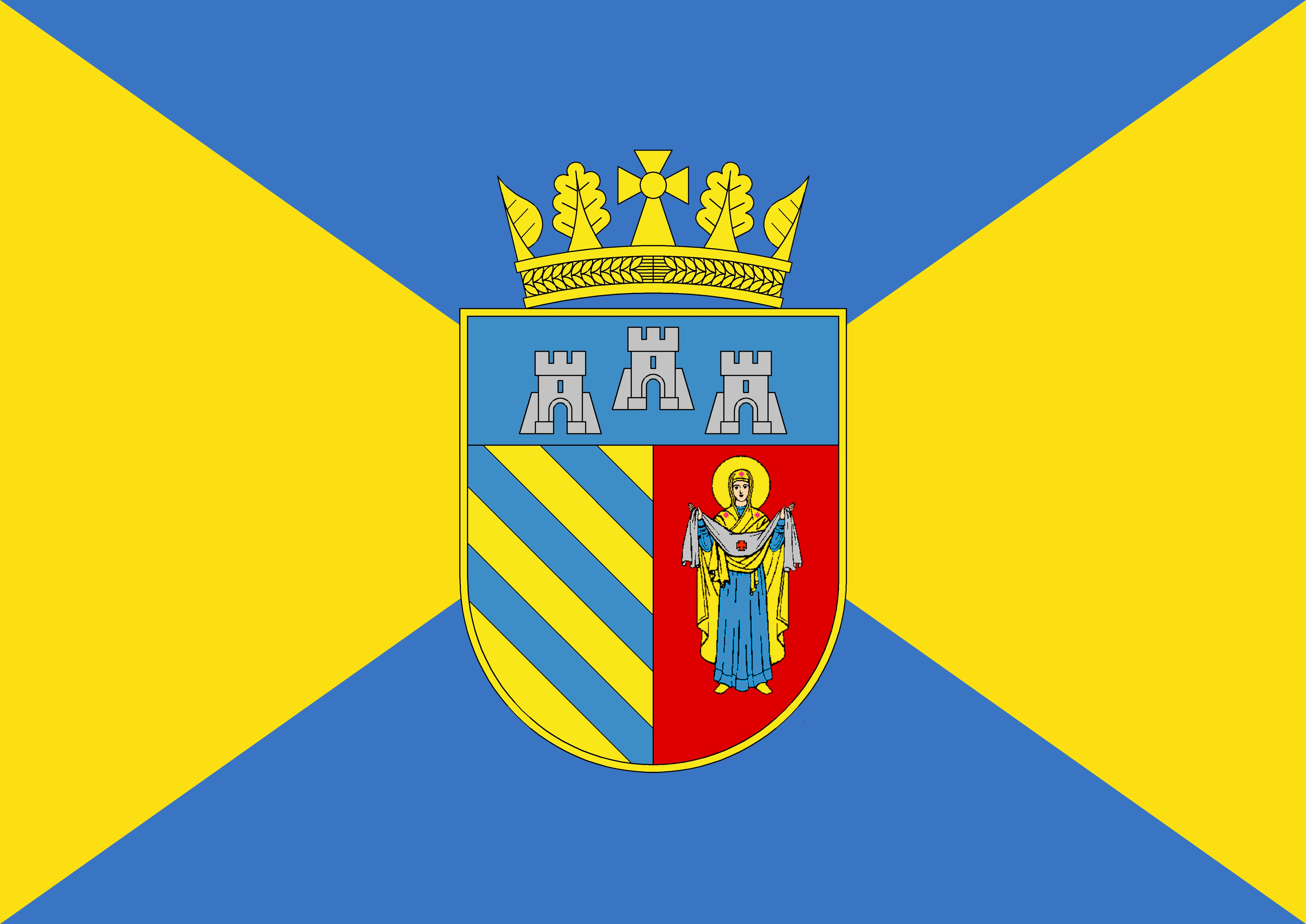
Flagge des Rajons

## Geschichte
Der Rajon wurde am 17. Januar 1940 nach der Annexion Ostpolens durch die Sowjetunion gegründet, kam dann nach dem Beginn des Deutsch-Russischen Krieges im Juni 1941 ins Generalgouvernement in den Distrikt Galizien und nach der Rückeroberung 1944 wieder zur Sowjetunion in die Ukrainische SSR. Am 19. März 1959 wurde der Rajon um das Gebiet des aufgelösten Rajons Biloboschnyzja (vorher Rajon Kossiw) sowie des ebenfalls aufgelösten Rajons Probischna erweitert, seit 1991 ist er Teil der heutigen Ukraine.

## Geographie
Der Rajon liegt im Süden der Oblast Ternopil, er grenzt im Norden an den Rajon Ternopil, im Nordosten an den Rajon Chmelnyzkyj (in der Oblast Chmelnyzkyj), im Osten an den Rajon Kamjanez-Podilskyj (Oblast Chmelnyzkyj), im Südosten an den Rajon Dnister (in der Oblast Tscherniwzi), im Süden an den Rajon Tscherniwzi (Oblast Tscherniwzi) sowie im Westen an den Rajon Kolomyja (in der Oblast Iwano-Frankiwsk).
Das Gebiet liegt Podolischen Hochland und wird von Norden nach Süden von den Flüssen Seret und Nitschlawa (Нічлава) durchflossen, im Osten begrenzt der Sbrutsch den Rajon zur Oblast Chmelnyzkyj.
Am 17. Juli 2020 kam es im Zuge einer großen Rajonsreform zur Auflösung des alten Rajons und einer Neugründung unter Vergrößerung des Rajonsgebietes um die Gebiete der Rajone Borschtschiw, Butschatsch, Hussjatyn, Salischtschyky, Monastyryska und einem kleinen Teil des Rajons Terebowlja sowie der vorher unter Oblastverwaltung stehenden Stadt Tschortkiw.

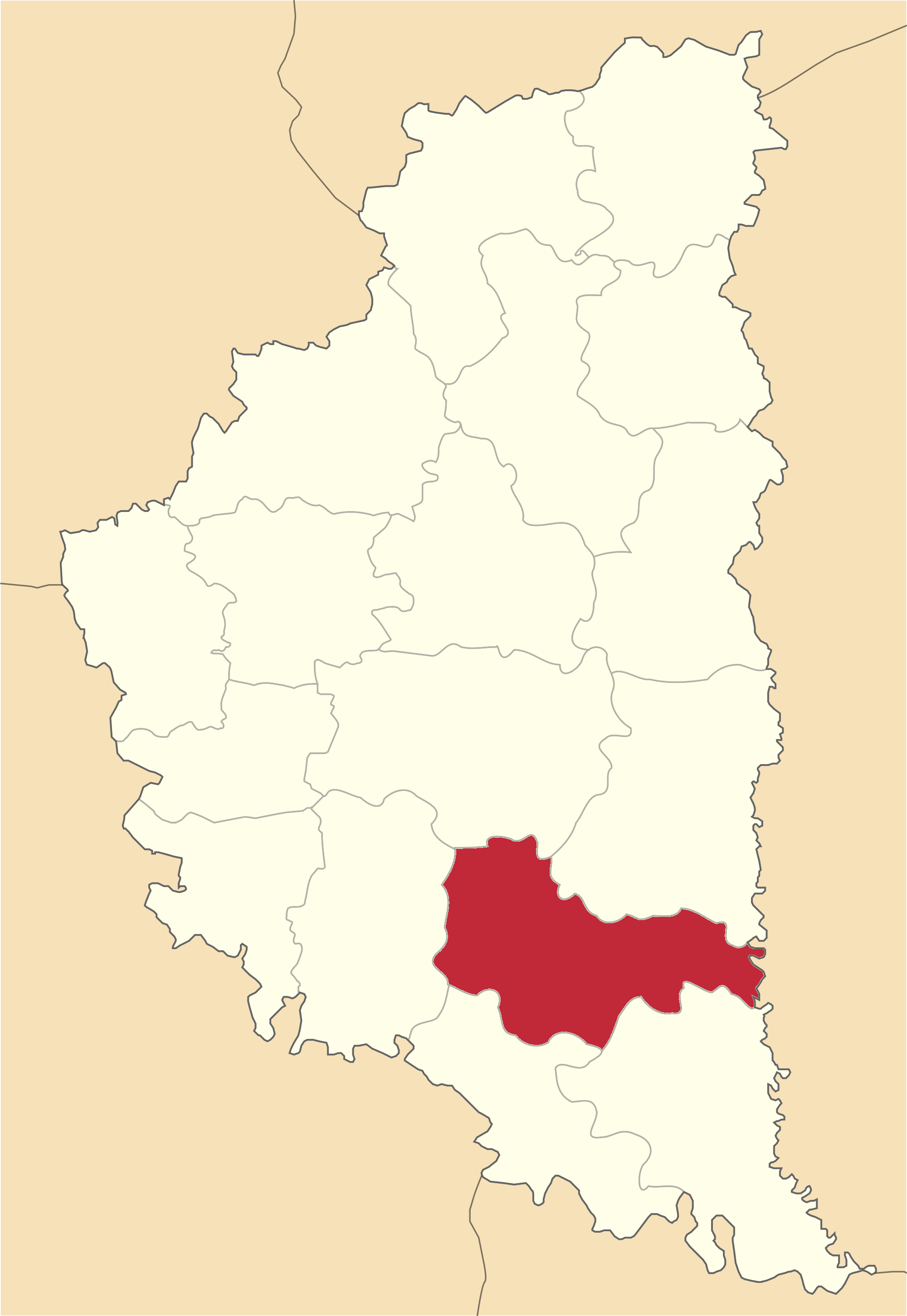
Rajonsgebiet bis Juli 2020
Rajonsgebiet ab Juli 2020

## Administrative Gliederung
Auf kommunaler Ebene ist der Rajon in 22 Hromadas (7 Stadtgemeinden, 8 Siedlungsgemeinden und 7 Landgemeinden) unterteilt, denen jeweils einzelne Ortschaften untergeordnet sind.
Zum Verwaltungsgebiet gehören:
- 7 Städte
- 8 Siedlungen städtischen Typs
- 367 Dörfer
- 1 Ansiedlung

Die Hromadas sind im Einzelnen:
- Stadtgemeinde Borschtschiw
- Stadtgemeinde Butschatsch
- Stadtgemeinde Chorostkiw
- Stadtgemeinde Kopytschynzi
- Stadtgemeinde Monastyryska
- Stadtgemeinde Salischtschyky
- Stadtgemeinde Tschortkiw
- Siedlungsgemeinde Hrymajliw
- Siedlungsgemeinde Hussjatyn
- Siedlungsgemeinde Koropez
- Siedlungsgemeinde Melnyzja-Podilska
- Siedlungsgemeinde Sawodske
- Siedlungsgemeinde Skala-Podilska
- Siedlungsgemeinde Solotyj Potik
- Siedlungsgemeinde Towste
- Landgemeinde Biloboschnyzja
- Landgemeinde Biltsche-Solote
- Landgemeinde Iwane-Puste
- Landgemeinde Kolyndjany
- Landgemeinde Nahirjanka
- Landgemeinde Trybuchiwzi
- Landgemeinde Wassylkiwzi

Zuvor waren es 1 Siedlungsgemeinde, 33 Landratsgemeinden und 2 Landgemeinden, denen jeweils einzelne Ortschaften untergeordnet waren.
Zum Verwaltungsgebiet gehörten:
- 1 Siedlung städtischen Typs
- 55 Dörfer

### Siedlung städtischen Typs
| Siedlungen städtischen Typs | Siedlungen städtischen Typs | Siedlungen städtischen Typs | Siedlungen städtischen Typs |
| Name                        | Name                        | Name                        | Name                        |
| ukrainisch transkribiert    | ukrainisch                  | russisch                    | polnisch                    |
| --------------------------- | --------------------------- | --------------------------- | --------------------------- |
| Sawodske                    | Заводське                   | Заводское (Sawodskoje)      | -                           |

### Dörfer und Siedlungen
| Dörfer                   | Dörfer              | Dörfer                                       | Dörfer              | Dörfer             |
| Name                     | Name                | Name                                         | Name                | Gemeindezuordnung  |
| ukrainisch transkribiert | ukrainisch          | russisch                                     | polnisch            | Gemeindezuordnung  |
| ------------------------ | ------------------- | -------------------------------------------- | ------------------- | ------------------ |
| Antoniw                  | Антонів             | Антонов (Antonow)                            | Antonów             | Swydowa            |
| Basar                    | Базар               | Базар                                        | Bazar               | Basar              |
| Bila                     | Біла                | Белая (Belaja)                               | Biała               | Bila               |
| Biloboschnyzja           | Білобожниця         | Белобожница (Beloboschniza)                  | Białobożnica        | Biloboschnyzja     |
| Bilyj Potik              | Білий Потік         | Белый Поток (Bely Potok)                     | Biały Potok         | Biloboschnyzja     |
| Bossyry                  | Босири              | Босыры                                       | Bosyry              | Bossyry            |
| Bytschkiwzi              | Бичківці            | Бычковцы (Bytschkowzy)                       | Byczkowce           | Bytschkiwzi        |
| Dawydkiwzi               | Давидківці          | Давыдковцы (Dawydkowzy)                      | Dawidkowce          | Kolyndjany         |
| Dolyna                   | Долина              | Долина (Dolina)                              | Dolina              | Schulhaniwka       |
| Dschuryn                 | Джурин              | Джурин (Dschurin)                            | Dżuryn              | Dschuryn           |
| Dschurynska Slodbidka    | Джуринська Слобідка | Джуринская Слободка (Dschurinskaja Slobodka) | Słobódka Dżuryńska  | Dschuryn           |
| Horischnja Wyhanka       | Горішня Вигнанка    | Горишняя Выгнанка (Gorischnjaja Wygnanka)    | Wygnanka            | Horischnja Wyhanka |
| Jahilnyzja               | Ягільниця           | Ягельница (Jagelniza)                        | Jagielnica          | Jahilnyzja         |
| Kalyniwschtschyna        | Калинівщина         | Калиновщина (Kalinowschtschina)              | Kalinowszczyzna     | Biloboschnyzja     |
| Kapustynzi               | Капустинці          | Капустинцы (Kapustinzy)                      | Kapuścińce          | Kapustynzi         |
| Kolyndjany               | Колиндяни           | Колындяны                                    | Kolędziany          | Kolyndjany         |
| Kozjubyntschyky          | Коцюбинчики         | Коцюбинчики (Kozjubintschiki)                | Kociubińczyki       | Kozjubyntschyky    |
| Kossiw                   | Косів               | Косов (Kossow)                               | Kosów               | Kossiw             |
| Krywenke                 | Кривеньке           | Кривенькое (Kriwenkoje)                      | Krzyweńkie          | Krywenke           |
| Krywoluka                | Криволука           | Криволука (Kriwoluka)                        | Krzywołuka          | Palaschiwka        |
| Mali Tschornokinzi       | Малі Чорнокінці     | Малые Черноконцы (Malyje Tschernokonzy)      | Czarnokońce Małe    | Kolyndjany         |
| Masuriwka                | Мазурівка           | Мазуровка (Masurowka)                        | Mazurówka           | Biloboschnyzja     |
| Muchawka                 | Мухавка             | Мухавка                                      | Muchawka            | Muchawka           |
| Myliwzi                  | Милівці             | Миловцы (Milowzy)                            | Milowce             | Myliwzi            |
| Palaschiwka              | Палашівка           | Палашовка (Palaschowka)                      | Pauszówka           | Palaschiwka        |
| Pastusche                | Пастуше             | Пастушье (Pastuschje)                        | Pastusze            | Pastusche          |
| Perechody                | Переходи            | Переходы                                     | Przechody           | Horischnja Wyhanka |
| Poliwzi                  | Полівці             | Полевцы (Polewzy)                            | Połowce             | Poliwzi            |
| Probischna               | Пробіжна            | Пробежная (Probeschnaja)                     | Probużna            | Probischna         |
| Romaschiwka              | Ромашівка           | Ромашовка (Romaschowka)                      | Romaszówka          | Biloboschnyzja     |
| Rossochatsch             | Росохач             | Росохач                                      | Rosochacz           | Rossochatsch       |
| Rydoduby                 | Ридодуби            | Рыдодубы                                     | Rydoduby            | Biloboschnyzja     |
| Sabolotiwka              | Заболотівка         | Заболотовка (Sabolotowka)                    | Zabłotówka          | Sabolotiwka        |
| Salissja                 | Залісся             | Залесье (Salessje)                           | Zalesie             | Salissja           |
| Schmankiwtschyky         | Шманьківчики        | Шманьковчики (Schmankowtschiki)              | Szmańkowczyki       | Schmankiwtschyky   |
| Schmankiwzi              | Шманьківці          | Шманьковцы (Schmankowzy)                     | Szmańkowce          | Schmankiwzi        |
| Schulhaniwka             | Шульганівка         | Шульгановка (Schulganowka)                   | Szulhanówka         | Schulhaniwka       |
| Schwajkiwzi              | Швайківці           | Швайковцы (Schwaikowzy)                      | Szwajkowce          | Schwajkiwzi        |
| Selena                   | Зелена              | Зелёная (Seljonaja)                          | Zielona             | Kozjubyntschyky    |
| Semakiwzi                | Семаківці           | Семаковцы (Semakowzy)                        | Siemakowce          | Biloboschnyzja     |
| Skomorosche              | Скомороше           | Скоморошье (Skomoroschje)                    | Skomorosze          | Swynjatsch         |
| Skorodynzi               | Скородинці          | Скородинцы (Skorodinzy)                      | Skorodyńce          | Skorodynzi         |
| Sokyrynzi                | Сокиринці           | Сокиринцы (Sokirinzy)                        | Siekierzyńce        | Sokyrynzi          |
| Sossuliwka               | Сосулівка           | Сосулевка (Sossulewka)                       | Sosolówka           | Sossuliwka         |
| Stara Jahilnyzja         | Стара Ягільниця     | Старая Ягельница (Staraja Jagelniza)         | Jagielnica Stara    | Stara Jahilnyzja   |
| Swydowa                  | Свидова             | Свидова (Swidowa)                            | Świdowa             | Swydowa            |
| Swynjatsch               | Звиняч              | Звиняч (Swinjatsch)                          | Zwiniacz            | Swynjatsch         |
| Tarnawka                 | Тарнавка            | Тарнавка                                     | Tarnawka            | Kolyndjany         |
| Towstenke                | Товстеньке          | Толстенькое (Tolstenskoje)                   | Tłusteńkie          | Towstenke          |
| Tscherkawschtschyna      | Черкавщина          | Черкавщина (Tscherkawschtschina)             | Czerkawszczyzna     | Stara Jahilnyzja   |
| Tschornokinezka Wolja    | Чорнокінецька Воля  | Черноконецкая Воля (Tschernokonezkaja Wolja) | Wola Czarnokoniecka | Kolyndjany         |
| Uhryn                    | Угринь              | Угринь (Ugrin)                               | Uhryń               | Sawodske           |
| Ulaschkiwzi              | Улашківці           | Улашковцы (Ulaschkowzy)                      | Ułaszkowce          | Ulaschkiwzi        |
| Wassylkiw                | Васильків           | Васильков (Wassilkow)                        | Wasylków            | Krywenke           |
| Welyki Tschornokinzi     | Великі Чорнокінці   | Великие Черноконцы (Welikije Tschernokonzy)  | Czarnokońce Wielkie | Kolyndjany         |
| Siedlungen               |                     |                                              |                     |                    |
| Nahirjanka               | Нагірянка           | Нагорянка (Nagorjanka)                       | Nagórzanka          | Nahirjanka         |